# بامیان

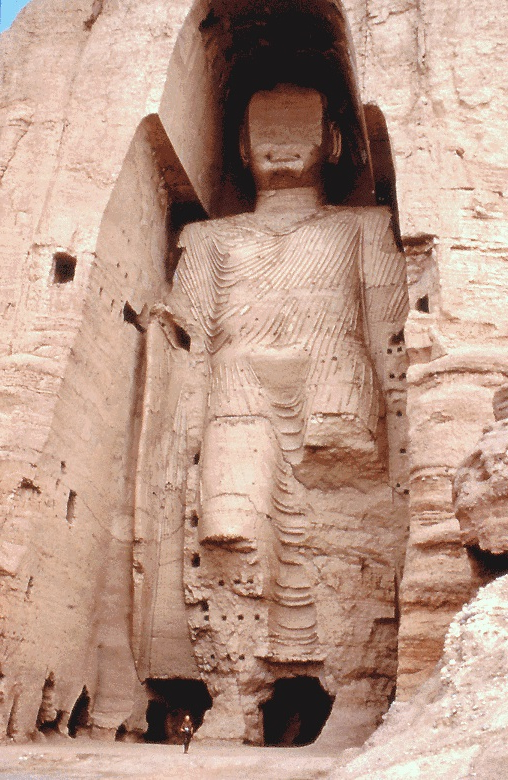
تندیس بزرگ بامیان (صلصال) قبل از سال ۲۰۰۱ (میلادی)

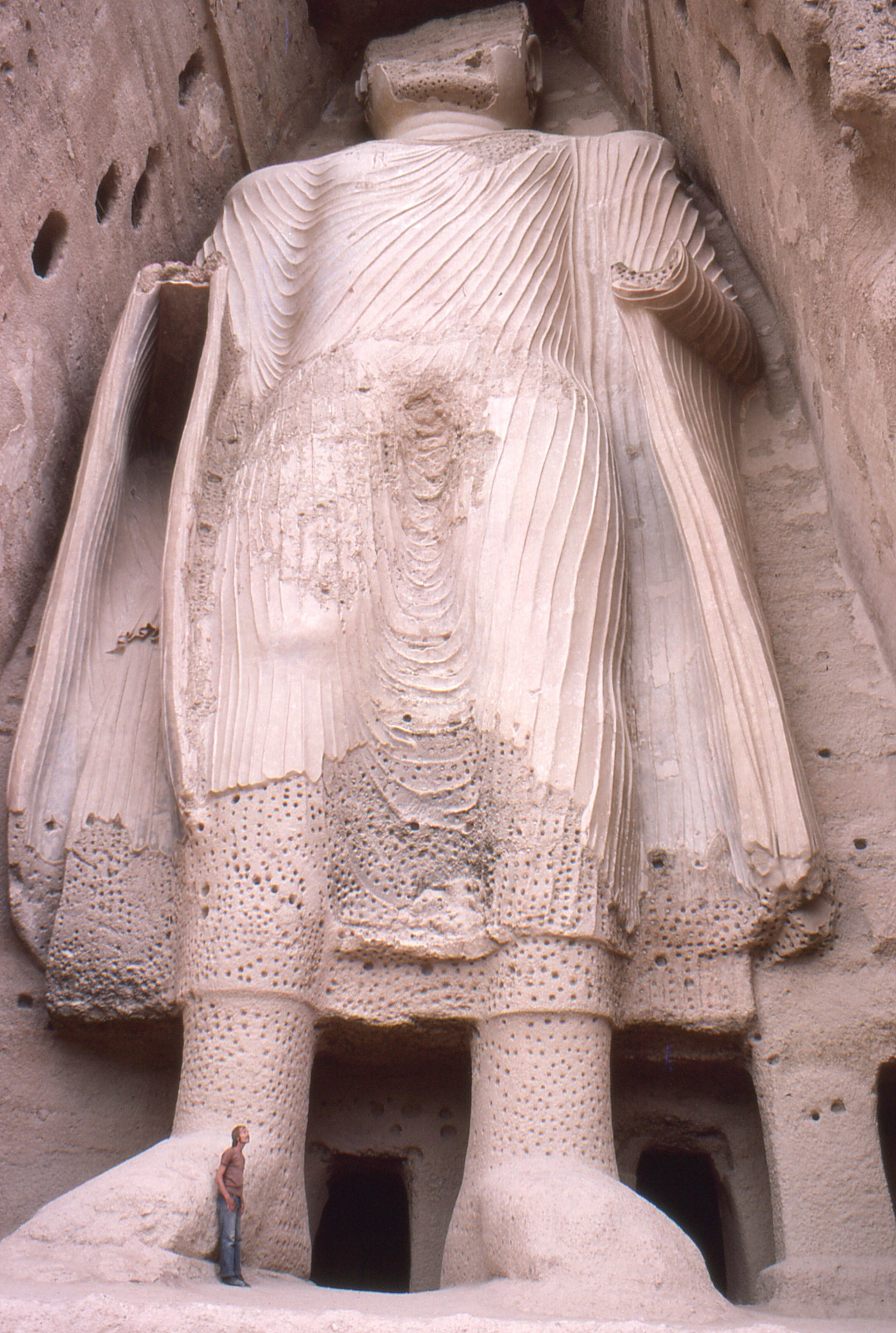
تندیس کوچک بامیان (شمامه) قبل از ۲۰۰۱ (میلادی)

بامیان (‎/ˌbæmiˈɑːn, ˌbɑː-/‎)، (فارسی میانه: بامیکان) شهری تاریخی در افغانستان است که مرکز ولایت بامیان و ولسوالی بامیان می‌باشد. این شهر ۳۵ کیلومتر مربع پهناوری و با ارتفاع ۲۵۵۰ متر از سطح دریا، جمعیتی در حدود ۸۸٬۲۷۴ نفر دارد. بامیان در ۲۴۰ کیلومتری غرب پایتخت افغانستان، کابل قرار دارد. بامیان یکی از میراث‌های تمدنی دنیا است و قبل از تاریخ به عنوان یکی از مکان‌های مهم در آسیای میانه به‌شمار می‌رفته است. بامیان در دوران هخامنشیان یکی از ولایات بنام پارپامیزاد به حساب می‌آمد و در دوره حکومت کوشانیان به عنوان یکی از اساسی‌ترین مراکز گردشگری و عبادی بوداییان و قرار گرفتن در شاهراه ابریشم بیشتر مورد توجه قرار گرفت.
این شهر به عنوان پایتخت فرهنگی کشورهای عضو سارک در سال ۲۰۱۵ (میلادی) برگزیده شد. بت‌های بامیان و محوطه آن که در این شهر قرار دارد در سال ۲۰۰۳ از طرف یونسکو به عنوان میراث جهانی به ثبت رسید.

## نام
بامیان در ادبیات پهلوی (فارسی میانه) بامیکان که معنای درخشان و روشنایی می‌باشد یاد شده است. برخی محققان بر این باورند که حرف «ک» بعدها به «ی» تبدیل شده و برای اولین بار در تاریخ یانج هو تاریخ‌نگار چینی بامیان را به صورت «هانج» یا «هان» بکار برده است و سپس زائر چینی هیوان تسانگ برای اولین بار موقعیت و تاریخ بامیان را ثبت کرده است و پس از وی در ادبیات و مآخذ چین بامیان با نام «فان یانگ» یا «فان یان» خوانده شده است که این نام نزدیک به تلفظ امروزی بام یان «بامیان» است.
البته جهانگشای جوینی از نام این شهر به‌نام ماوبالیغ یاد می‌کند.

## پیشینه

### قبل از اسلام

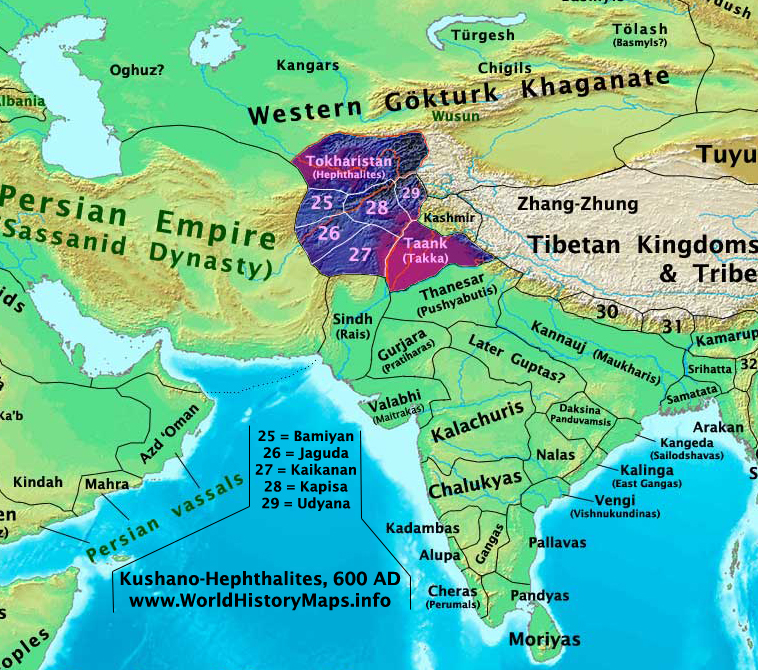
بامیان در سال ۶۰۰ میلادی، پایتخت پادشاهی کوشانی-یفتلی.

بامیان را از قدیمی‌ترین تمدن‌های بشری می‌توان یاد کرد. بامیان در ادبیات پهلوی (فارسی میانه) به نام بامیکان یاد شده است. بامیان در دوره کوشانیان به عنوان یکی از مراکز دین بودایی یاد می‌شد و سالانه هزاران زائر برای عبادت به این شهر می‌آمدند. بامیان در زمان اوج شکوه جاده ابریشم در سه راهی ایران، هند، چین و آسیایِ میانه قرار داشت و شاخه مهمی از جاده ابریشم در بامیان قرار داشت و از طریق بامیان، کابل، کوتل خیبر به پیشاور و لاهور متصل می‌شد و کالاهای ساخت هند از این طریق به سایر نقاط ارسال می‌شد. روزانه ده‌ها کاروان از شرق و غرب و شمال و جنوب وارد بامیان می‌شدند ویا ازآن خارج می‌گردیدند. بامیان در گذشته مرکز راهبان و روحانیان بودایی بوده. نام بامیان بر گرفته شده از کتاب رامایانا (ramayana) می‌باشد. در اوستا و در زبان پهلوی به شکل بامیکان آمده است. بسیاری از آموزه‌های بوداییان روی دیواره‌های کوه‌های این شهر حک شده است.
این شهر در مسیر جاده ابریشم واقع شده است. بامیان تقاطعی بین شرق و غرب این جاده بود که راه اتصال تجار چینی را از شرق به شرق میانه فراهم می‌آورد. بامیان بخشی از امپراتوری کوشانیان بودایی در قرون اولیه میلادی بود. پس از سقوط امپراتوری کوشانی، بامیان بخشی از قلمرو حکومت خانی کوشانشاه شد که زیر سلطه ساسانیان بود. هون‌ها یا هفتالی‌ها این شهر را در قرن پنجم میلادی فتح و آن را پایتخت خود قرار دادند. از آنجایی که این شهر در گذشته محل زندگی بوداییان بود و غارهای راهبان بودایی در آن قرار داشت و به دلیل اینکه این شهر توسط چنگیزخان تخریب شد به شهر غلغله شهرت یافت.

### پس از اسلام
زمان‌های محمود غزنوی بامیان را اداره می‌کرد، هنر و معماری اسلام به نقطه اوج رسیده بود. پس غوریان، مقابل شهر غلغله یک قلعه بنا کردند اما مغول‌ها اینجا را ویران کردند.سپس امپراتوری تیموری بامیان را فتح کرد و تخت امپراتوری تیموری برای سلطنت افغان قلعه شد.
بامیان تا سال ۸۷۰ میلادی پایتخت پادشاهی کوچک کوشانی-هفتالی‌ها ماند، یعنی تا زمانی که توسط صفاریان فتح شد. پس از آن توسط غزنویان در قرن ۱۱ میلادی فتح شد.
ارتش‌های عرب که پرچم اسلام را حمل می‌کردند، از سوی غرب برای شکست ساسانیان در ۶۴۲ پس از میلاد آمدند و پس از آن با اطمینان به سوی شرق رهسپار شدند. در حاشیه غربی منطقه افغانستان شاهزادگان هرات و سیستان حکومت را به اعراب واگذار کردند، اما در شرق، در کوه‌ها و در شهرهایی که فقط شورشی در آن‌ها برگزار شده بود، پس از ترک ارتش اعراب، به عقاید پیشین خود بازگشتند. خشونت و آزمندی اعراب باعث تولید چنین ناآرامی شد، با این حال هنگامی که قدرت پایانی خلافت آشکار شد، حاکمان بومی یک بار دیگر، خود را مستقل کردند. در این میان، صفاریان از سیستان در منطقه افغانستان کمی درخشیدند. بنیانگذار متعصب این سلسله، شاگردی از یک مسگر یعقوب بن لیث صفاری، از پایتخت خود از زرنج در ۸۷۰ میلادی بیرون آمده و با نام اسلام به سوی شهرهای بست، قندهار، غزنی، کابل، بامیان، بلخ و هرات تاخت و تاز کرد.
—نانسی هچ داپری، ۱۹۷۱
شهر بامیان کرسیِ ولایت بزرگی به همین نام بود که قسمت خاوری غور را تشکیل می‌داد. اصطخری در قرن چهارم بامیان را به‌اندازهٔ نصف بلخ شمرده گوید بر فراز تپه‌ای جای دارد ولی بارو ندارد، ولایت آن در غایت خرمی است و نهر بزرگی آن را آبیاری می‌کند. مقدسی دربارهٔ آن شهر گوید یکی از بندرها خراسان و از خزائن سند است، سرمای سخت و برف بسیار دارد و از محسناتش آنکه کک و عقرب در آنجا نیست. در آغاز قرن هفتم یاقوت شرح مفصلی دربارهٔ بامیان و بت‌های بزرگ بامیان ذکر نموده گوید آنجا بتخانه‌ایست بسیار بلند بر ستون‌هایی استوار و در آن، شکلِ همهٔ پرندگانی که خداوند آفریده است نقش گردیده و بر سطح کوه دو بت بزرگ از پایین تا قلهٔ کوه کنده شده است که یکی را سرخ بد و دیگری را خنک بد (بودای سرخ و بودای خاکستری) می‌نامند و گویند آنها را در تمام جهان همتایی نیست. قزوینی نیز از خانهٔ زرین بامیان و دو مجسمهٔ بزرگ بودا سخن رانده است. ویرانی بامیان و ولایات آن نتیجهٔ خشم چنگیز است که چون نوادهٔ او موتوکن، پسر جغتای در محاصرهٔ بامیان کشته شد لشکریان مغول فرمان یافتند تا باروی شهر و تمام ابنیهٔ آن را با خاک یکسان نمایند و اجازه ندهند هیچ‌کس در آنجا زیست کند یا بنایی در آنجا ساخته شود. ازآن‌پس نام بامیان به «موبلق» بدل شد که در زبان مغولی به معنی «شهر لعنت شده» است و از آن زمان بامیان به‌صورت بیابانی خشک‌وخالی درآمد.
طالبان در سال ۲۰۰۱ با دینامیت بت‌های بامیان را منفجر کرد.

### تیموریان
امیر تیمور گورکانی به هدف انتقام از پادشاه غور که ۲۵۰ سرباز جلودار قشون وی را در یک منزلی بیرجند به قتل رسانیده بود، عازم فیروزکوه شده و از طریق قندهار به سوی غور رفت. در این میان راه وی از بامیان می‌گذشت و امیر تیمور در کتاب خاطرات خود موسوم به منم تیمور جهانگشا از بامیان چنین یاد می‌کند:
من به‌عمد آهسته حرکت می‌کردم چون منتظر قشون شیخ‌عمر پسر خود بودم، من وارد کشوری شده‌بودم که هر لحظه انتظار حمله خصم از آن می‌رفت. راهی که من آنرا می‌پیمودم راهی بود که ۳۰۰ سال پیش سلطان محمود غزنوی آنرا به‌قصد تسخیر هندوستان می‌پیمود. پس از طی چند فرسنگ بجایی رسیدم که بلدها می‌گفت موسوم به بامیان و در قدیم از بتخانه‌های بزرگ جهان بوده است لیکن فعلاً آنجا بت‌پرست ندارد. در بامیان دو بت بزرگ از دل‌کوه تراشیده‌اند و اگر کسی قصد تخریب آن کند مدتی طول می‌کشد؛ من نه وقت تخریب بدها را داشته‌ام نه مایل به آن‌کار بودم. من همیشه با مردان جاندار جهان جنگیده‌ام و صدها هزار انسان را به‌خاک انداخته‌ام اما به‌جنگ با اجسام منجمد نرفته‌ام و هیچ قبری را تا هنوز نبش نه نموده‌ام تا جسدش را بسوزانم چون جنگ با اجسام بی‌جان را در شان خود نمی‌دانم و هرگاه بشنوم کسی اینکار را کرده است آنرا دور از مردی می‌دانم. در بامیان سنگتراشی از هنرهای محلی است که از پدران به پسران منتقل می‌گردد و من فکر می‌کنم اجداد آنها بت‌های بزرگ بامیان را تراشیده و سپس هنر خود را به اخلاف خود منتقل کرده‌اند؛ من این را گفتم چون متوجه شدم سنگ‌های حصار بامیان تراشیده و صیقل داده شده است و معمار آن فن جنگی را خوب می‌دانسته است.— منم تیمور جهانگشا

## جغرافیا

### موقعیت جغرافیایی

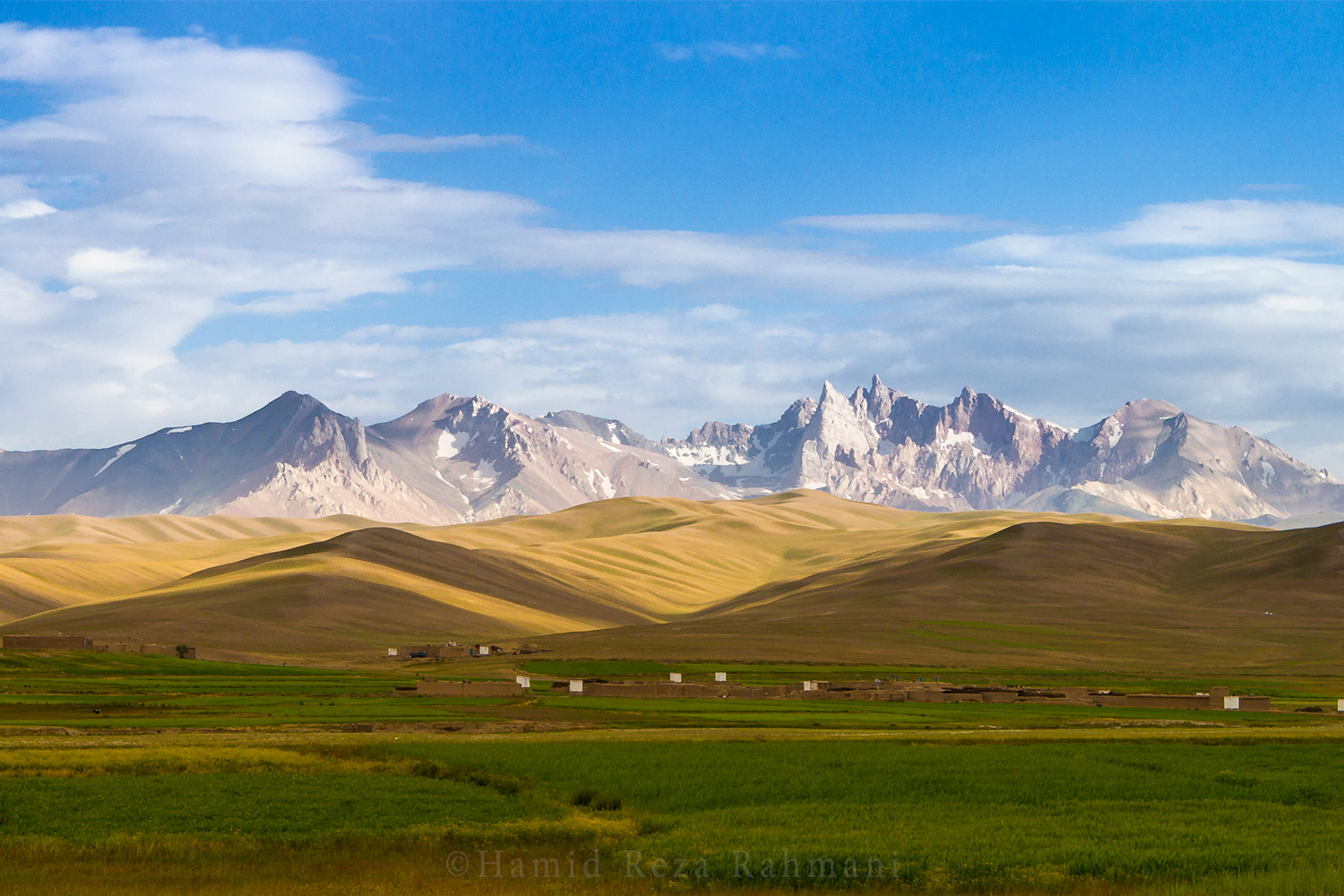
کوه بابا

بامیان در ۲۰۴ کیلومتری کابل و در شمال غربی آن موقعیت دارد. شهر بامیان دارای طول جغرافیایی ۶۷ درجه و ۵۰ دقیقه و یک ثانیه شرقی و عرض جغرافیایی ۳۴ درجه و ۴۹ دقیقه و ۳۰ ثانیه شمالی می‌باشد. سطح شهر از سطح عمومی دریاها ۲٬۵۵۰ متر ارتفاع دارد.
این شهر مرکز فرهنگی مردم هزاره نشین افغانستان است. بیشتر مردم در مرکز شهر بامیان زندگی می‌کنند. این دره بین رشته کوه‌های موازی هندوکش و کوه بابا افتاده است.
طبق گفته‌های شهرهای بین‌المللی خواهر، بامیان با گرینگ، نبراسکا، ایالات متحده رابطه خواهر برقرار کرده است که دارای یک فرودگاه و یک راه‌آهن است.

### آب و هوا
کوه‌ها نود درصد ولایت را در بر می‌گیرد. از نظر اقلیمی بامیان دارای زمستان سرد و طولانی که به مدت شش ماه ادامه دارد و دما را سه تا بیست درجه سانتیگراد را به زیر صفر می‌رساند است و در بهار و تابستان آب و هوای مطلوبی دارد.
| داده‌های اقلیم بامیان              | داده‌های اقلیم بامیان | داده‌های اقلیم بامیان | داده‌های اقلیم بامیان | داده‌های اقلیم بامیان | داده‌های اقلیم بامیان | داده‌های اقلیم بامیان | داده‌های اقلیم بامیان | داده‌های اقلیم بامیان | داده‌های اقلیم بامیان | داده‌های اقلیم بامیان | داده‌های اقلیم بامیان | داده‌های اقلیم بامیان | داده‌های اقلیم بامیان |
| ماه                               | ژانویه               | فوریه                | مارس                 | آوریل                | مه                   | ژوئن                 | ژوئیه                | اوت                  | سپتامبر              | اکتبر                | نوامبر               | دسامبر               | سال                  |
| --------------------------------- | -------------------- | -------------------- | -------------------- | -------------------- | -------------------- | -------------------- | -------------------- | -------------------- | -------------------- | -------------------- | -------------------- | -------------------- | -------------------- |
| سابقهٔ بیش‌ترین °C (°F)             | ۱۲٫۰ (۵۴)            | ۱۲٫۵ (۵۵)            | ۲۰٫۶ (۶۹)            | ۲۸٫۷ (۸۴)            | ۲۹٫۴ (۸۵)            | ۳۱٫۲ (۸۸)            | ۳۳٫۲ (۹۲)            | ۳۲٫۲ (۹۰)            | ۳۱٫۳ (۸۸)            | ۲۶٫۲ (۷۹)            | ۲۰٫۶ (۶۹)            | ۱۳٫۰ (۵۵)            | ۳۳٫۲ (۹۲)            |
| میانگین بیش‌ترین °C (°F)           | ۱٫۰ (۳۴)             | ۲٫۰ (۳۶)             | ۷٫۹ (۴۶)             | ۱۵٫۶ (۶۰)            | ۱۹٫۹ (۶۸)            | ۲۴٫۱ (۷۵)            | ۲۶٫۳ (۷۹)            | ۲۶٫۱ (۷۹)            | ۲۲٫۹ (۷۳)            | ۱۷٫۴ (۶۳)            | ۱۱٫۰ (۵۲)            | ۵٫۱ (۴۱)             | ۱۴٫۹۴ (۵۸٫۸)         |
| میانگین روزانه °C (°F)            | −۶٫۴ (۲۰)            | −۴٫۸ (۲۳)            | ۱٫۴ (۳۵)             | ۸٫۶ (۴۷)             | ۱۲٫۴ (۵۴)            | ۱۶٫۳ (۶۱)            | ۱۸٫۴ (۶۵)            | ۱۷٫۴ (۶۳)            | ۱۲٫۸ (۵۵)            | ۷٫۸ (۴۶)             | ۱٫۶ (۳۵)             | −۲٫۸ (۲۷)            | ۶٫۸۹ (۴۴٫۳)          |
| میانگین کم‌ترین °C (°F)            | −۱۰٫۱ (۱۴)           | −۶٫۱ (۲۱)            | −۳٫۸ (۲۵)            | ۲٫۹ (۳۷)             | ۵٫۷ (۴۲)             | ۸٫۵ (۴۷)             | ۱۰٫۰ (۵۰)            | ۸٫۸ (۴۸)             | ۴٫۲ (۴۰)             | ۰٫۰ (۳۲)             | −۴٫۹ (۲۳)            | −۸٫۶ (۱۷)            | ۰٫۵۵ (۳۳)            |
| سابقهٔ کم‌ترین °C (°F)              | −۳۰٫۵ (−۲۳)          | −۲۸٫۴ (−۱۹)          | −۲۱٫۲ (−۶)           | −۶٫۵ (۲۰)            | −۲٫۵ (۲۸)            | ۰٫۶ (۳۳)             | ۵٫۴ (۴۲)             | ۳٫۰ (۳۷)             | −۲٫۶ (۲۷)            | −۷٫۹ (۱۸)            | −۱۴٫۵ (۶)            | −۲۵ (−۱۳)            | −۳۰٫۵ (−۲۳)          |
| بارندگی میلی‌متر (اینچ)            | ۸٫۳ (۰٫۳۳)           | ۱۵٫۷ (۰٫۶۲)          | ۲۷٫۴ (۱٫۰۸)          | ۲۹٫۸ (۱٫۱۷)          | ۲۶٫۰ (۱٫۰۲)          | ۵٫۷ (۰٫۲۲)           | ۱٫۰ (۰٫۰۴)           | ۰٫۰ (۰)              | ۳٫۱ (۰٫۱۲)           | ۴٫۲ (۰٫۱۷)           | ۷٫۵ (۰٫۳)            | ۴٫۳ (۰٫۱۷)           | ۱۳۳ (۵٫۲۴)           |
| میانگین روزهای بارانی             | ۰                    | ۰                    | ۲                    | ۷                    | ۶                    | ۱                    | ۱                    | ۰                    | ۰                    | ۲                    | ۲                    | ۰                    | ۲۱                   |
| میانگین روزهای برفی               | ۵                    | ۷                    | ۶                    | ۲                    | ۰                    | ۰                    | ۰                    | ۰                    | ۰                    | ۰                    | ۱                    | ۳                    | ۲۴                   |
| درصد رطوبت                        | ۴۳                   | ۵۴                   | ۵۲                   | ۵۲                   | ۵۲                   | ۴۶                   | ۴۵                   | ۴۵                   | ۴۳                   | ۴۴                   | ۴۸                   | ۵۲                   | ۴۸                   |
| میانگین روزانه ساعت‌های تابش آفتاب | ۱۹۶٫۷                | ۱۷۴٫۶                | ۲۱۰٫۷                | ۲۳۹٫۴                | no data              | ۳۵۶٫۹                | ۳۷۲٫۹                | ۳۵۷٫۸                | ۳۲۵٫۳                | ۲۷۶٫۷                | ۲۴۵٫۵                | ۱۹۸٫۰                | —                    |
| منبع شماره ۱: رصد خانه هنگ کنگ    |                      |                      |                      |                      |                      |                      |                      |                      |                      |                      |                      |                      |                      |
| منبع شماره ۲: NOAA(1960–1983)     |                      |                      |                      |                      |                      |                      |                      |                      |                      |                      |                      |                      |                      |

## مردم

### جمعیت
| *              | ۰–۱۴ | ۱۵–۶۴ | ۶۵ - بالا |
| -------------- | ---- | ----- | --------- |
| ولسوالی بامیان | ۴۶٫۱ | ۵۰٫۹  | ۳         |

| *              | مرد  | زن   | مجموع |
| -------------- | ---- | ---- | ----- |
| ولسوالی بامیان | ۱۶٫۸ | ۱۶٫۲ | ۱۶٫۵  |

بیشتر باشندگان بامیان را مردم هزاره تشکیل داده است. در آمار منتشر شده از طرف مرکز آمار افغانستان در سال ۱۳۹۶ جمعیت شهر بامیان ۸۸٬۲۷۴ نفر تخمین زده شده است که ۴۴٬۱۴۴ نفر آن را مردان و ۴۴٬۱۳۰ نفر دیگر را زنان تشکیل می‌دهد. ولسوالی بامیان بالاترین نفوس را در ولایت بامیان با ۲۳٫۵ درصد از جمعیت کل در اختیار دارد.

### زبان
مردم بامیان به زبان فارسی با گویش‌های دری و هزارگی صحبت می‌کنند.

## ساختار شهری

### سلامت و درمان
تحقیقات سازمان سلامت مادران در بامیان نشان می‌دهد که با وجود تداوم درگیری‌ها و فقر، نسبت زاد و ولد توسط متخصصان ماهر در بامیان از ۷ درصد در سال ۲۰۰۳ به ۴۷ درصد در سال ۲۰۱۵ افزایش یافته است، که دستاوردی بزرگی برای بهداشت بامیان به‌شمار می‌رود.

### مراکز علمی
در آمار منتشر شده در سال ۱۳۹۶ در کل ولسوالی بامیان ۶۱ مدرسه دولتی وجود دارد. در این گزارش ۷۶۷ معلم مشغول به فعالیت هستند و ۳۵۶۹۴ دانش آموز مشغول تحصیل هستند. گفته می‌شود که بیش از ۵۰ درصد شاگردان مدارس در بامیان معلم ندارند. دانشگاه بامیان که در جنوب شهر بامیان موقعیت دارد در سال ۱۳۷۵ با داشتن دانشکده‌های زراعت، ساینس، طب و ادبیات آغاز به کار کرد. این دانشگاه در زمان طالبان اشغال شد و تمامی اسناد آن را آتش زدند. پس از سقوط طالبان این دانشگاه در سال ۱۳۸۲ فعالیت خود را مجدداً شروع کرد. اکنون این دانشگاه دارای هفت دانشکده هست و در ۳۵ رشته تا مقطع لیسانس تدریس می‌شود. طبق گزارشی در سال ۱۳۸۹ بامیان بیشترین دانش آموز دختر را نسبت به دیگر ولایات افغانستان داشت.

## گردشگری

### جاذبه‌های تاریخی

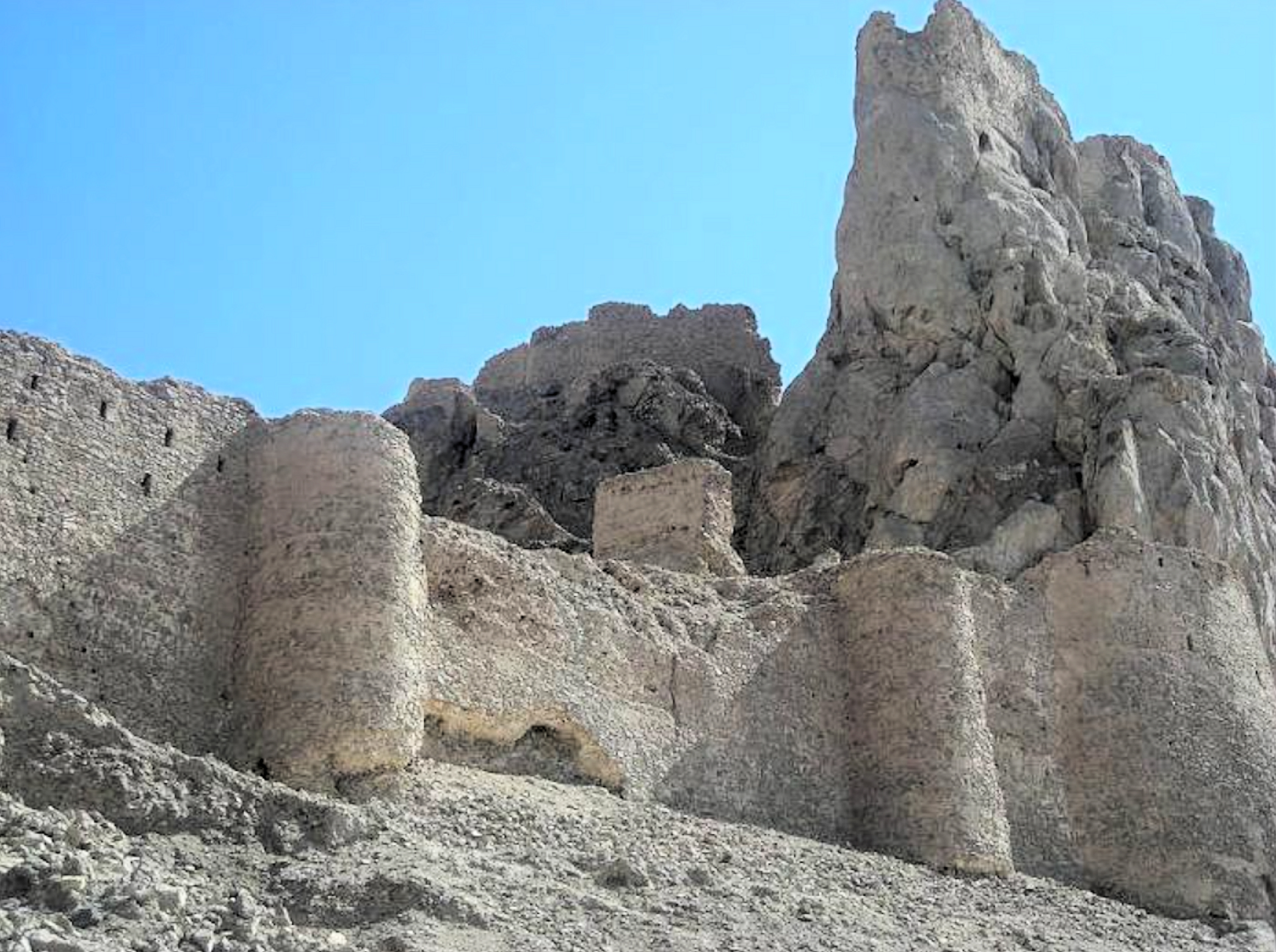
کافرقلعه

بامیان با تاریخ غنی خود سرشار از آثار باستانی متعدد است که شهر ضحاک، دره اژدر (اژدها)، شهر غلغله، دره فولادی، چهل دختران، غار یخی، بت‌های بزرگ بودا، مغاره‌ها، کوه بابا، شهر شاهی، بالاحصار و چهل‌برج از بارزترین آنان هستند. در بامیان هیچ موزه‌ای برای نمایش آثار باستانی وجود ندارد و بیشتر آثار کشف شده به کابل منتقل می‌شدند.
یکی از بهترین جاذبه‌های بامیان پارک ملی بند امیر است که به‌صورت سدهای طبیعی آب زلال را در خود جای داده است.
در سال‌های اخیر تلاش‌هایی در این مورد صورت گرفته و در سال ۱۳۹۵ کار ساخت مرکز فرهنگی بامیان با حمایت مالی کره جنوبی و با هماهنگی یونسکو آغاز شد و قرار است در این مرکز فرهنگی یک بخش موزه نیز ساخته شود. این مرکز فرهنگی قرار است روبروی پیکره‌های بودا در بالای یک تپه موقعیت خواهد داشت.

### مکان‌های تفریحی و رفاهی

#### غذاهای سنتی
مانند کشکو (کشک آب)، حلوای سرخ، بیریو (از گندم درست می‌شود), قوروطی (از چکه و نان درست می‌شود), لتی، شوربا. بوسراق (ورقه نازک خمیر سرخ کرده در روغن) و بولانی.

### صنایع دستی
عمده‌ترین صنایع دستی بامیان قالی، گلیم، نمد، برک و خامک دوزی بوده و قالی و گلیم هزارگی هستند که توسط زنان این مناطق بافته می‌شود. حضور توریست‌ها در این مناطق وضعیت بازار این محصولات را کمی بهبود بخشیده است. از دیگر صنایع دستی بانوان می‌توان به لباس یخن دوزی که توسط زنان دوخته می‌شود و گلدان‌ها، جاقاشقی، سبد با موره دوز یاد کرد. در کل ولایت به‌علت نبود برق مردان این ولایت موفق به ایجاد کارخانه‌های صنعتی کوچک و بزرگ نشده‌اند و هیچ چیز به جز تولیدات دستی بانوان مشاهده نمی‌شود.

## ترابری
بسیاری از مردم برای رسیدن به بامیان از مسیر زمینی استفاده می‌کنند. از مسیر بامیان تا کابل دو مسیر وجود دارد که یک مسیر از پروان است که ۲۲۰ کیلومتر فاصله داشته که از طریق کوتل شیبر و عبور از دره غوربند به ولایت پروان متصل می‌شود و مسیر دیگر از میدان وردک است که ۱۶۵ کیلومتر می‌باشد و بامیان از طریق کوتل حاجی‌گگ و با عبور از میدان وردک به کابل متصل می‌شود. بیشتر مردم به دلیل کاهش مخارج سفر معمولاً از مسیر میدان وردک که مسیر ناامنی در افغانستان محسوب می‌شود عبور می‌کنند.

### فرودگاه
فرودگاه بامیان که به نام فرود گاه عبدالعلی مزاری نام‌گذاری شده است در سال ۸ سنبله ۱۳۹۵ توسط محمد اشرف غنی افتتاح شد. این فرودگاه با حمایت کشور ژاپن ساخته شد و معمولاً پروازهای داخلی افغانستان به‌طور منظم در این فرودگاه انجام می‌شود.

### فاصله مرکز بامیان با ولسوالی‌های ولایت بامیان
| شهر    | ولسوالی | فاصله       | شهر    | ولسوالی | فاصله       |
| ------ | ------- | ----------- | ------ | ------- | ----------- |
| بامیان | یکاولنگ | ۹۶ کیلومتر  | بامیان | سیغان   | ۵۹ کیلومتر  |
| بامیان | پنجاب   | ۱۵۱ کیلومتر | بامیان | ورس     | ۱۸۰ کیلومتر |
| بامیان | کهمرد   | ۸۰ کیلومتر  | بامیان | شیبر    | ۴۴ کیلومتر  |

### فاصله بامیان با دیگر ولایات
| مرکز   | شهر      | فاصله       | مرکز   | شهر         | فاصله        |
| ------ | -------- | ----------- | ------ | ----------- | ------------ |
| بامیان | کابل     | ۱۸۱ کیلومتر | بامیان | هرات        | ۱۲۹۶ کیلومتر |
| بامیان | چخچران   | ۳۰۹ کیلومتر | بامیان | فیروزکوه    | ۶۷۵ کیلومتر  |
| بامیان | مزارشریف | ۴۲۷ کیلومتر | بامیان | میدان شهر   | ۱۴۵ کیلومتر  |
| بامیان | غزنی     | ۲۴۹ کیلومتر | بامیان | کندهار      | ۵۹۷ کیلومتر  |
| بامیان | ترین کوت | ۵۲۵ کیلومتر | بامیان | شبرغان      | ۴۴۰ کیلومتر  |
| بامیان | میمنه    | ۶۰۱ کیلومتر | بامیان | فیض‌آباد     | ۵۱۰ کیلومتر  |
| بامیان | پلخمری   | ۲۳۲ کیلومتر | بامیان | چاریکار     | ۱۶۹ کیلومتر  |
| بامیان | نیلی     | ۳۳۲ کیلومتر | بامیان | سرپل        | ۳۸۵ کیلومتر  |
| بامیان | ایبک     | ۳۱۸ کیلومتر | بامیان | جلال‌آباد    | ۳۵۶ کیلومتر  |
| بامیان | بامیان   | کندوز       | کندوز  | ۳۳۶ کیلومتر | ۳۳۶ کیلومتر  |

## اقتصاد
در کل ولایت بامیان هیچ کارخانهٔ صنعتی بزرگ و کوچک به‌خاطر نبود برق وجود ندارد و بیشتر اجناس و اقلامی که در بازارهای این ولایت به فروش می‌رسد از شهرهای دیگر تهیه و آورده می‌شود و بیشتر مغازه‌هایی که وجود دارد برای فروش مردم محل می‌باشد. حبیبه سرابی والی پیشین بامیان در سال ۱۳۸۷ ه‍.ش بیان کرد که ۶۰ درصد مردم بامیان زیر خط فقر هستند. وی نبود برق، سردی هوا و راه‌های صعب‌العبور، خامه‌بودن جادهٔ درهٔ شکاری که پیوند بامیان با شهر مزار شریف است و قیمت بودن تکت پروازهای هوایی را عواملی دانست که بر اقتصاد بامیان تأثیر منفی می‌گذارد و حدود ۲۰۰ خانواده در غارهایی که در نزدیکی پیکره‌های بودا هستند زندگی می‌کنند. بیشتر مردم در بخش کشاورزی و مالداری/دامداری، صنایع دستی و بخش توریست مشغول هستند.

### کشاورزی و مالداری

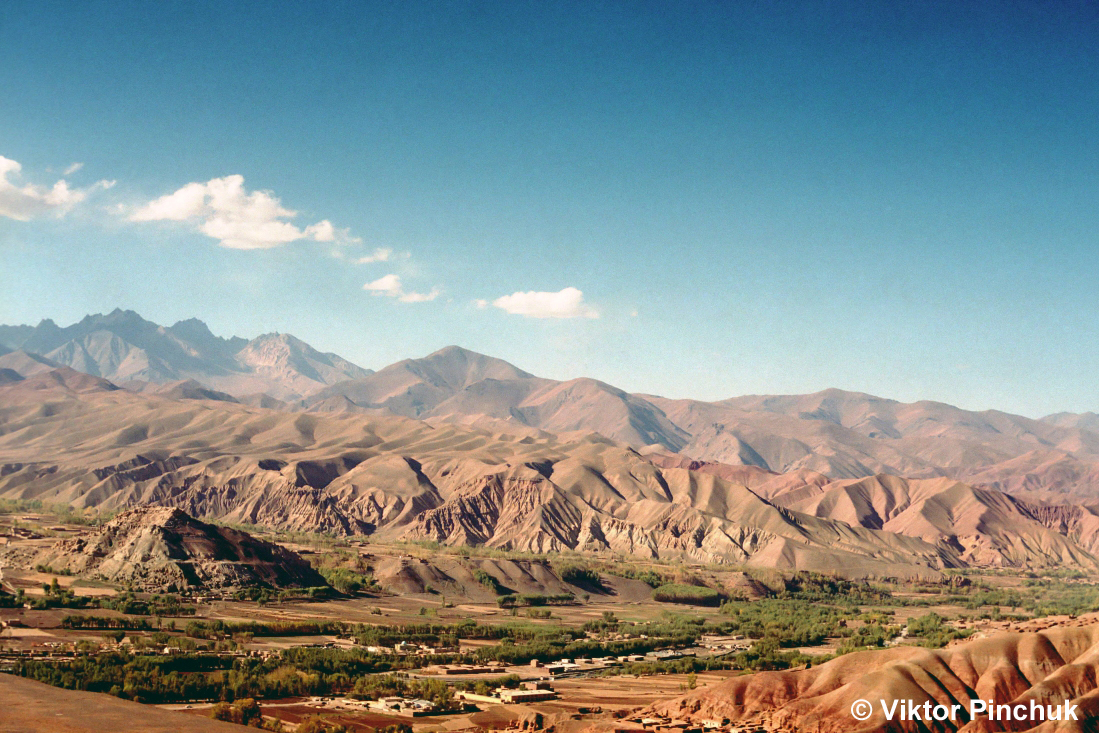

حدود ۸۰ درصد از مردم در کل ولایت بامیان به کشاورزی مشغول هستند و مهم‌ترین محصول بامیان سیب‌زمینی/کچالو است که در کل ولایت پیش‌بینی می‌شود سالیانه حدود ۳۰۰ هزار تن و نیم نیاز مصرفی افغانستان تولید می‌شود. طی یک گزارش پیش‌بینی می‌شود که ارزش سالیانهٔ تولید کچالو سالانه به حدود ۱۲۰ میلیون دلار می‌رسد. طی یک گزارش در سال ۲۰۰۹ حدود ۹۰ درصد محصولات کشاورزان بامیان بخاطر عدم بازاریابی درست و نبود سردخانه از میان می‌رفت ولی اکنون با ایجاد حدود ۶۰۰ انبار و سردخانه این آمار به ۲ تا ۳ درصد کاهش یافته است و این محصولات افزون‌بر بازارهای داخلی به بیرون از کشور نیز صادر می‌شود. در کل ولایت پس از سقوط طالبان کوکنار کشت نمی‌شود و تخمین زده می‌شود که در کل ولایت حدود ۶۰ هزار تن تخمین زده می‌شود و حدود یک میلیون مواشی شامل گوسفند، بز، گاو در این ولایت وجود دارد. از دیگر محصولات کشاورزی می‌توان به زردآلو، سیب، آلبالو اشاره کرد که زردآلو آن به صورت خشک شده به خارج از کشور صادر می‌شود. یک کارخانهٔ تولید چیپس به نام الغوچک در این ولایت توسط بانوان فعالیت می‌کند و بیشتر در خود ولایت محصولات‌شان بفروش می‌رسد.

### صنعت گردشگری
بامیان به دلیل وجود آثار باستانی تاریخی و طبیعی سالانه شاهد حضور هزاران گردشگر می‌باشد که درآمد زیادی را نصیب مردم محلی و دولت کرده است. بند امیر بامیان، مجسمه‌های بودا از مناطق مورد توجه گردشگران است. دولت افغانستان به همین منظور تلاش‌های زیادی در این بخش کرده است و سرمایه‌گذارای‌هایی در بخش هتل‌داری و غیره در این شهر صورت گرفته است.

## شهرهای خواهر
- لنگلی، بریتیش کلمبیا
- گرینگ، نبراسکا[۴۵]
- پوریروا، نیوزیلند[۴۶]

## نگارخانه
نگاره‌هایی از بامیان در سال ۱۹۳۹ میلادی

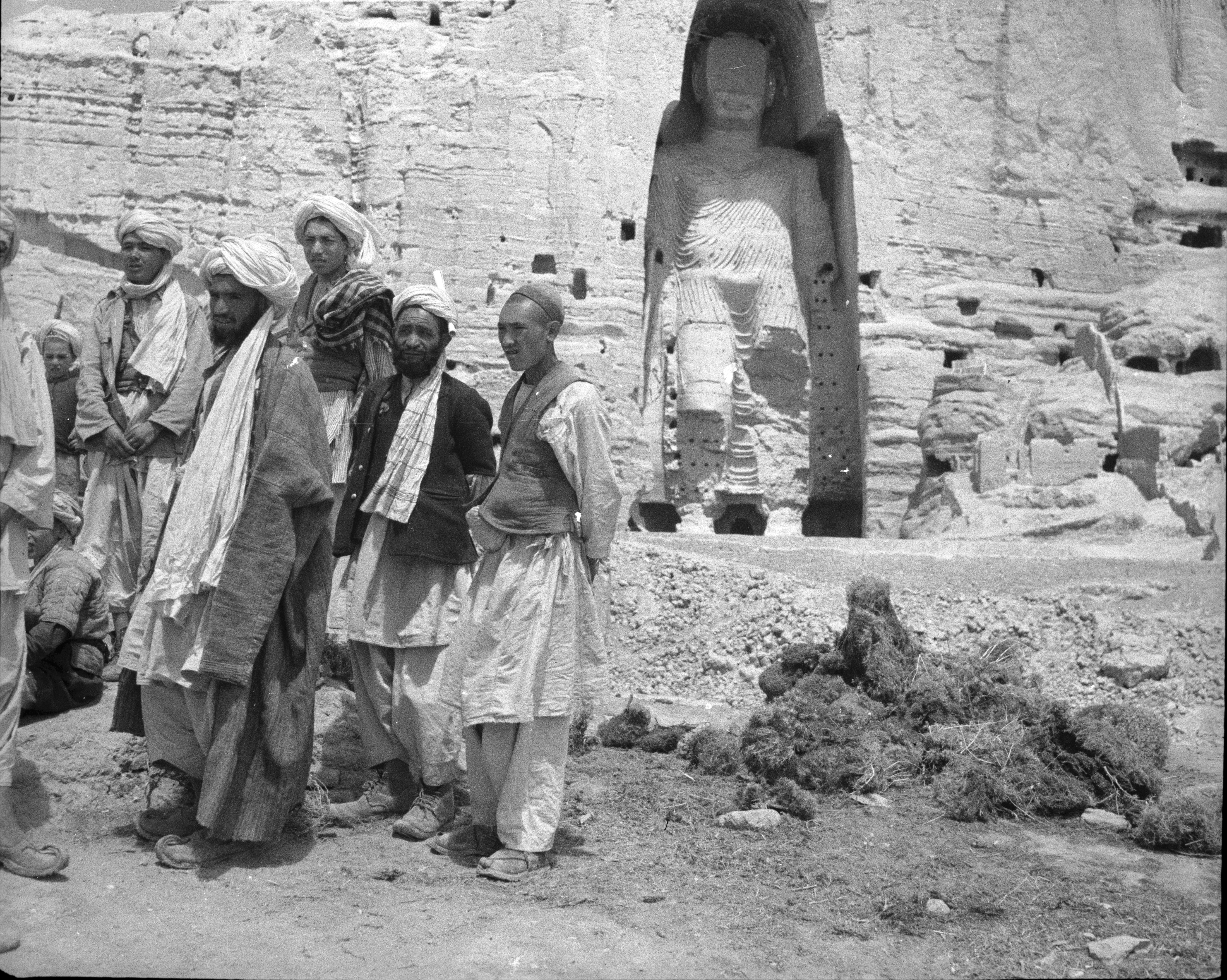
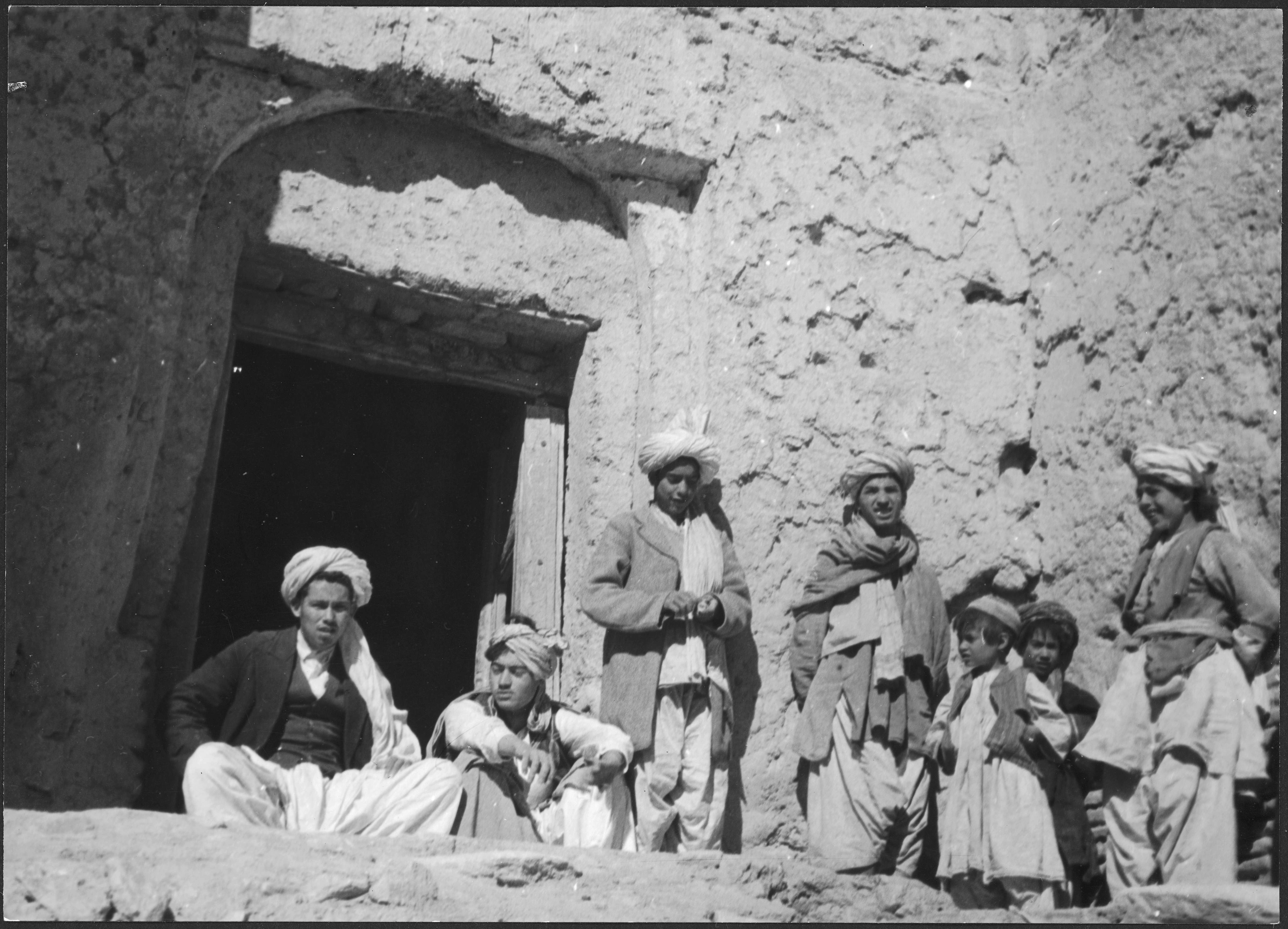
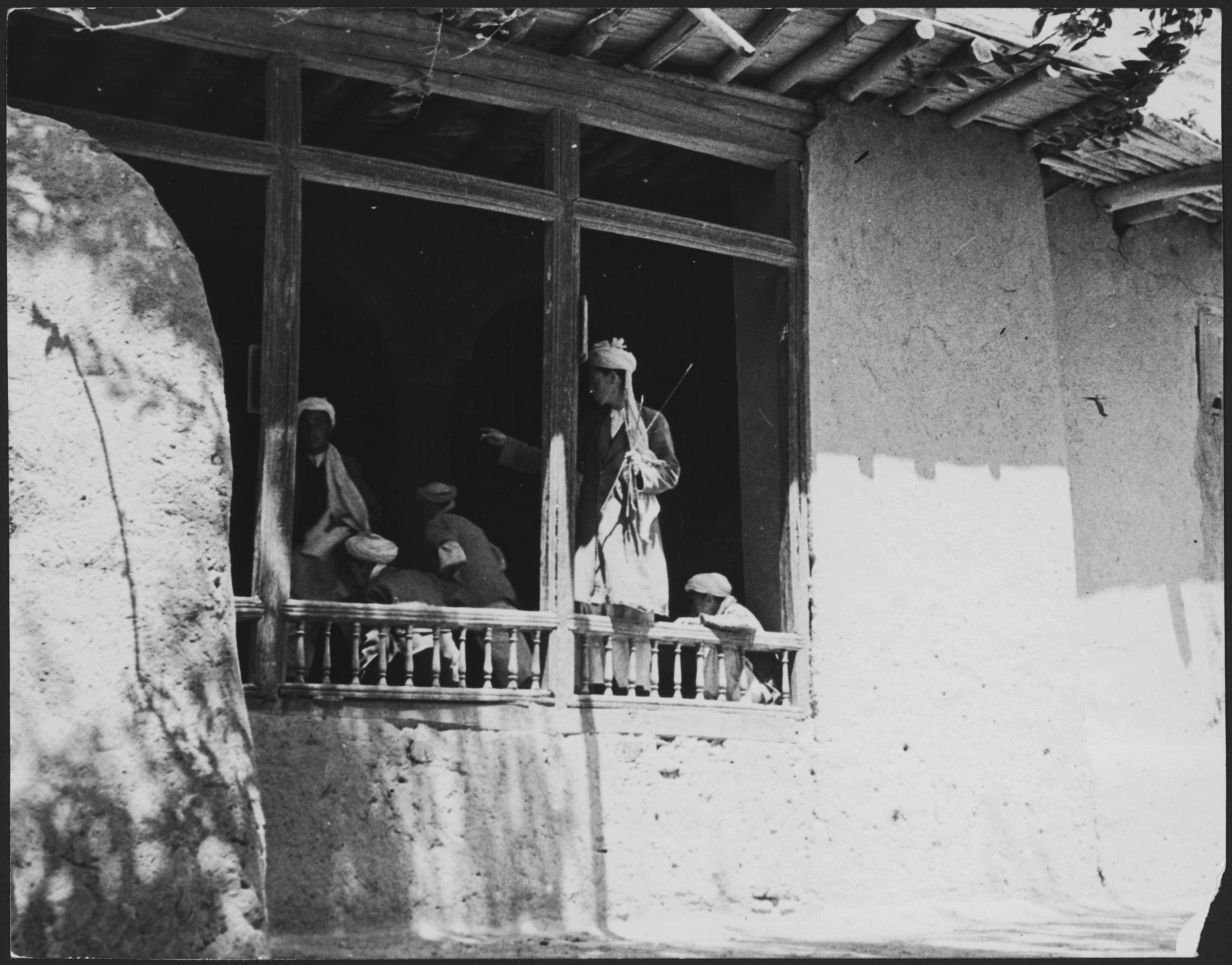

نگاره‌های تازه‌تر

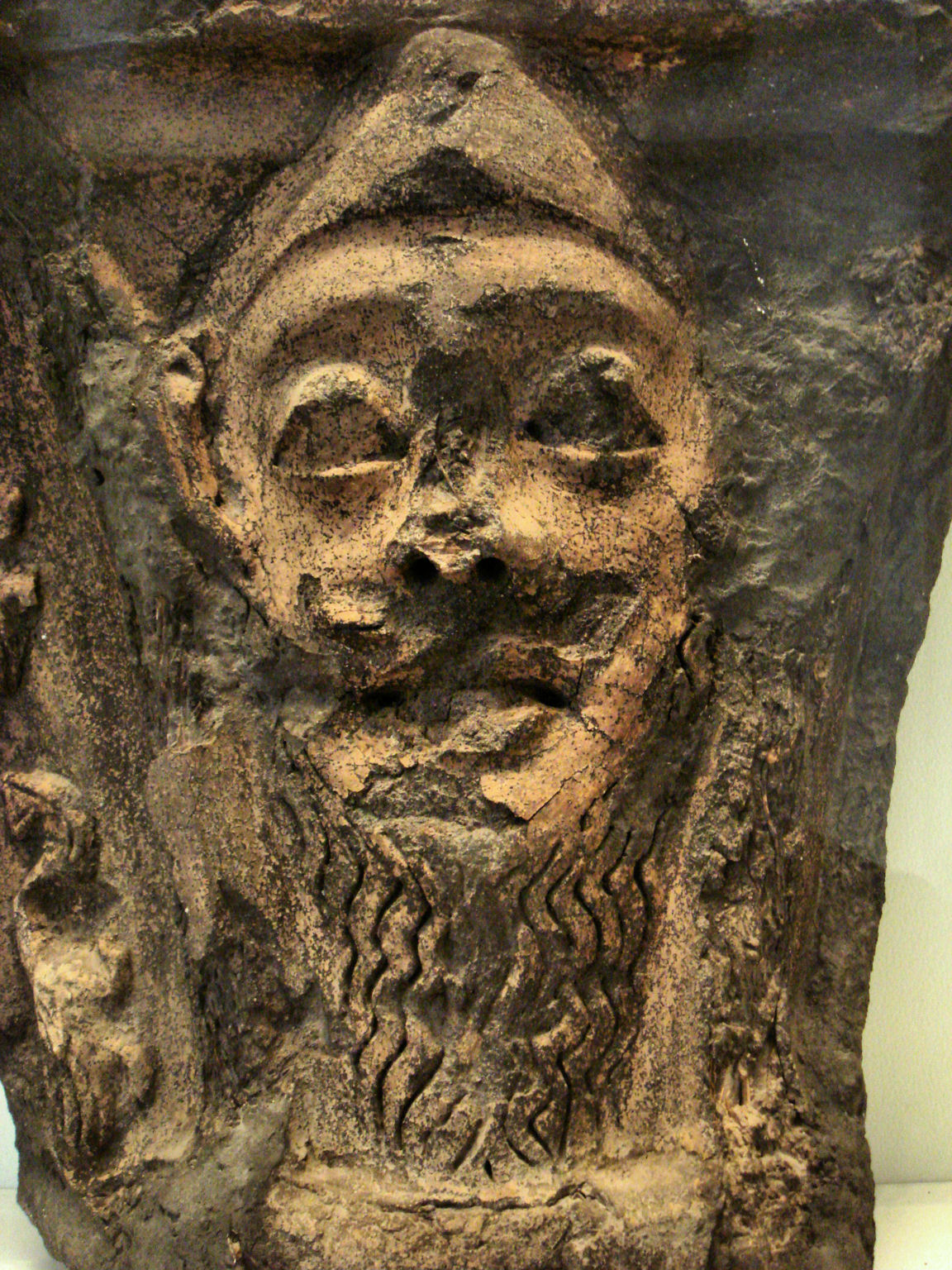
مردی ریش‌دار با کلاه، احتمالاً سغدیانی، بامیان، قرن‌های ۳ و ۴
تابلوی خوش‌آمد گویی
مجسمه‌های نابودشده، ۱۷ ژوئیه ۲۰۰۵
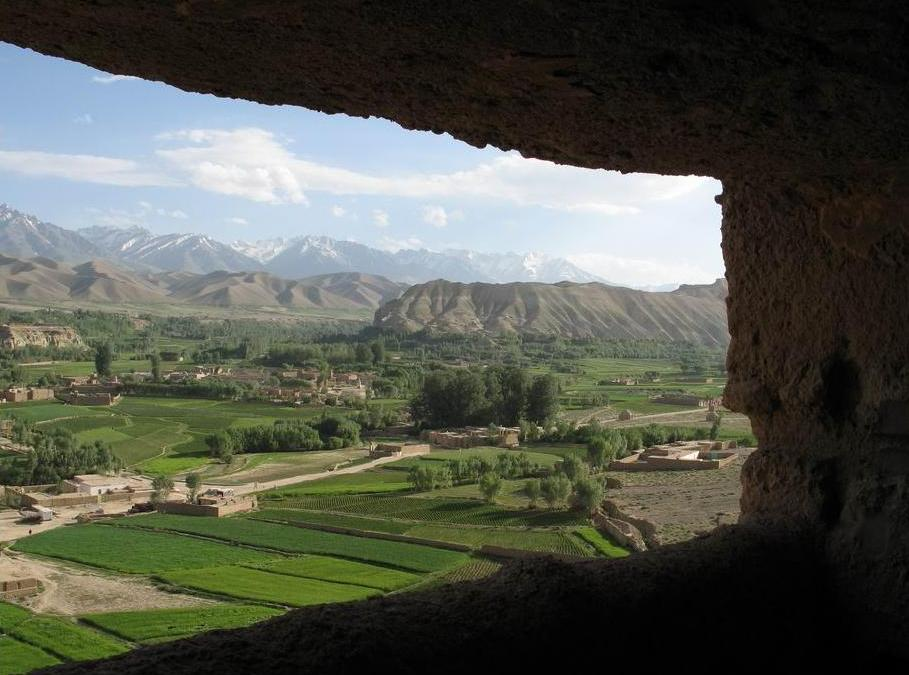
نمای دره بامیان
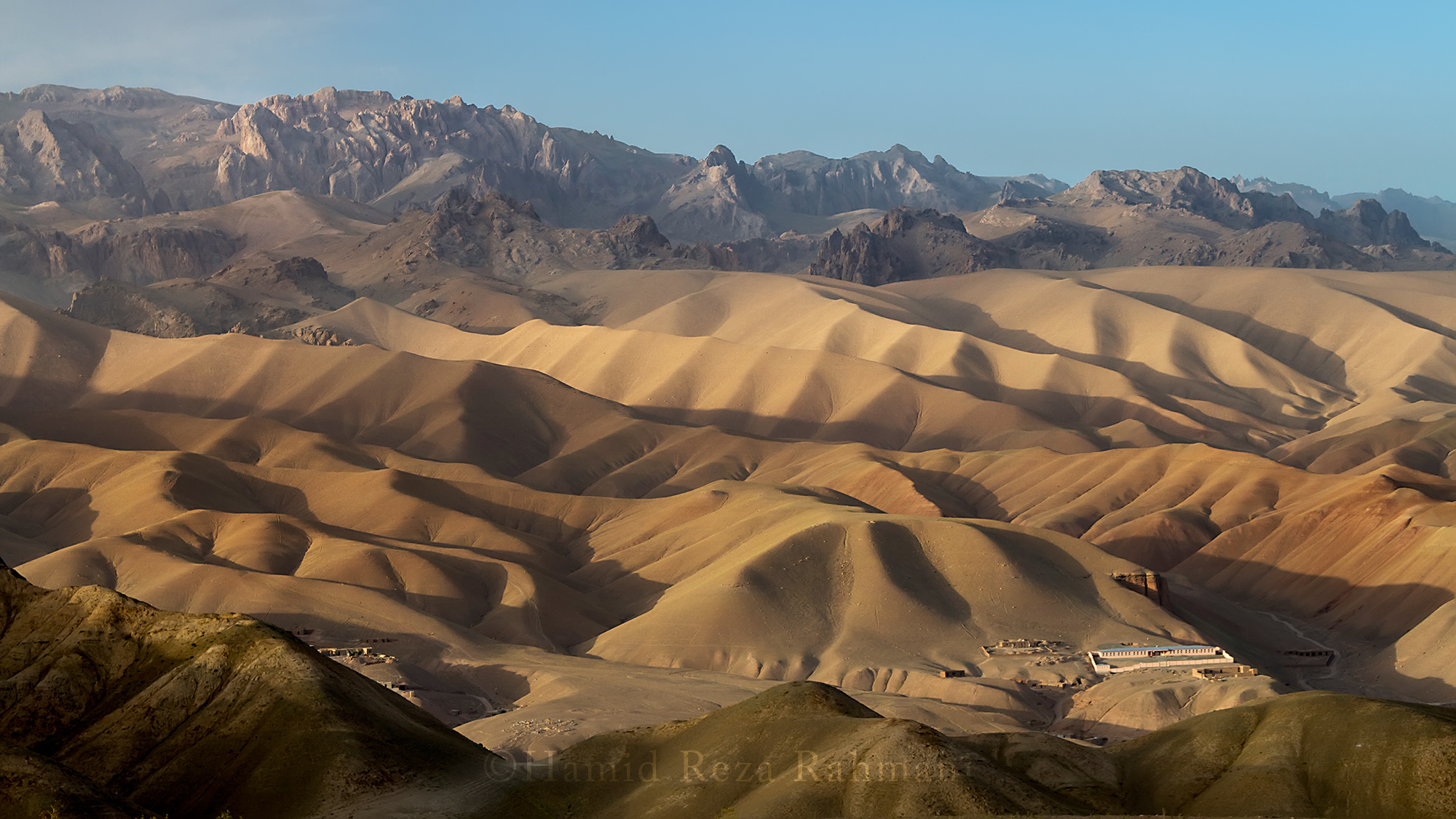
درهٔ اژدر-بامیان
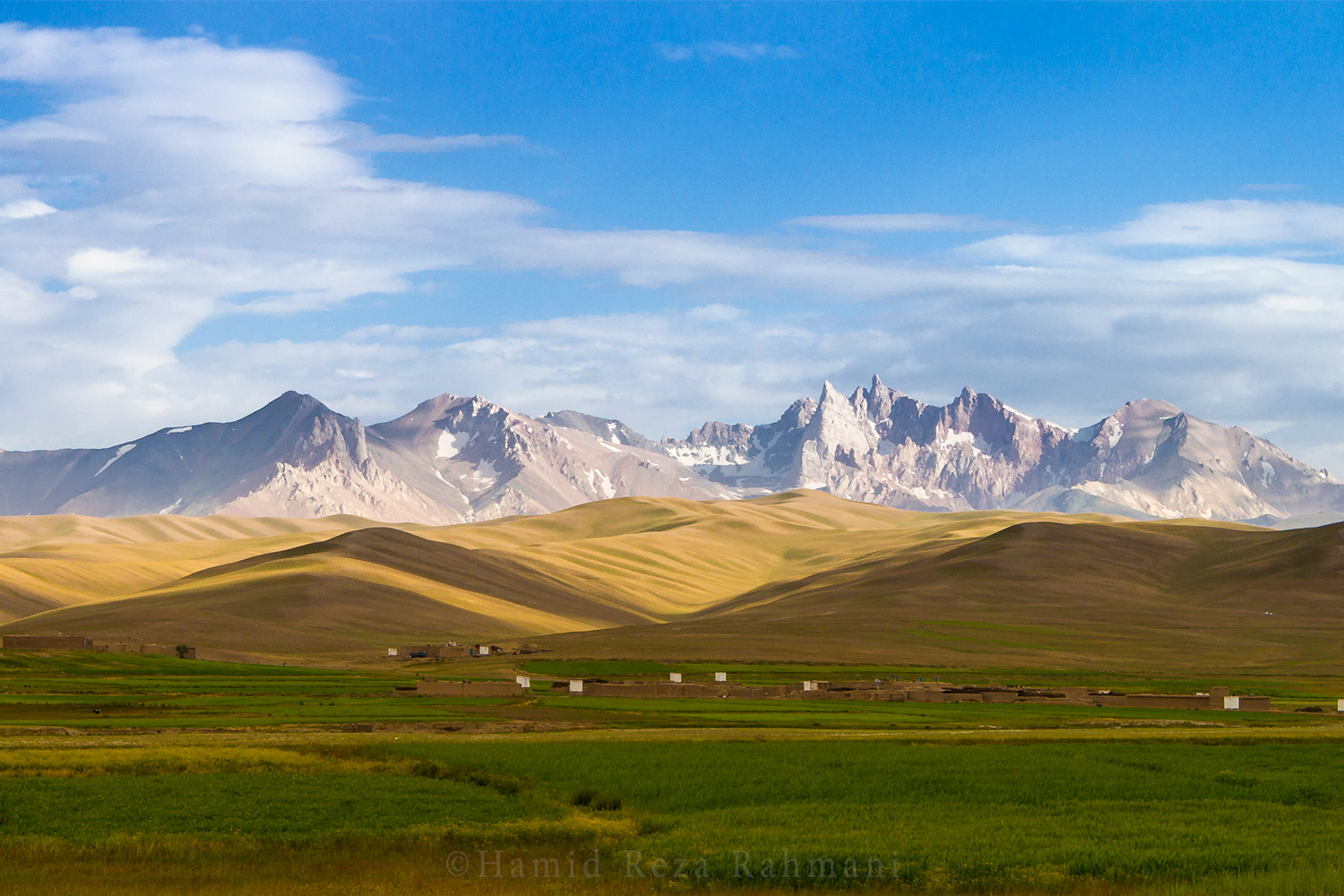
مسیر بامیان به بند امیر